# Placówka Straży Celnej „Śniatyn Dworzec”

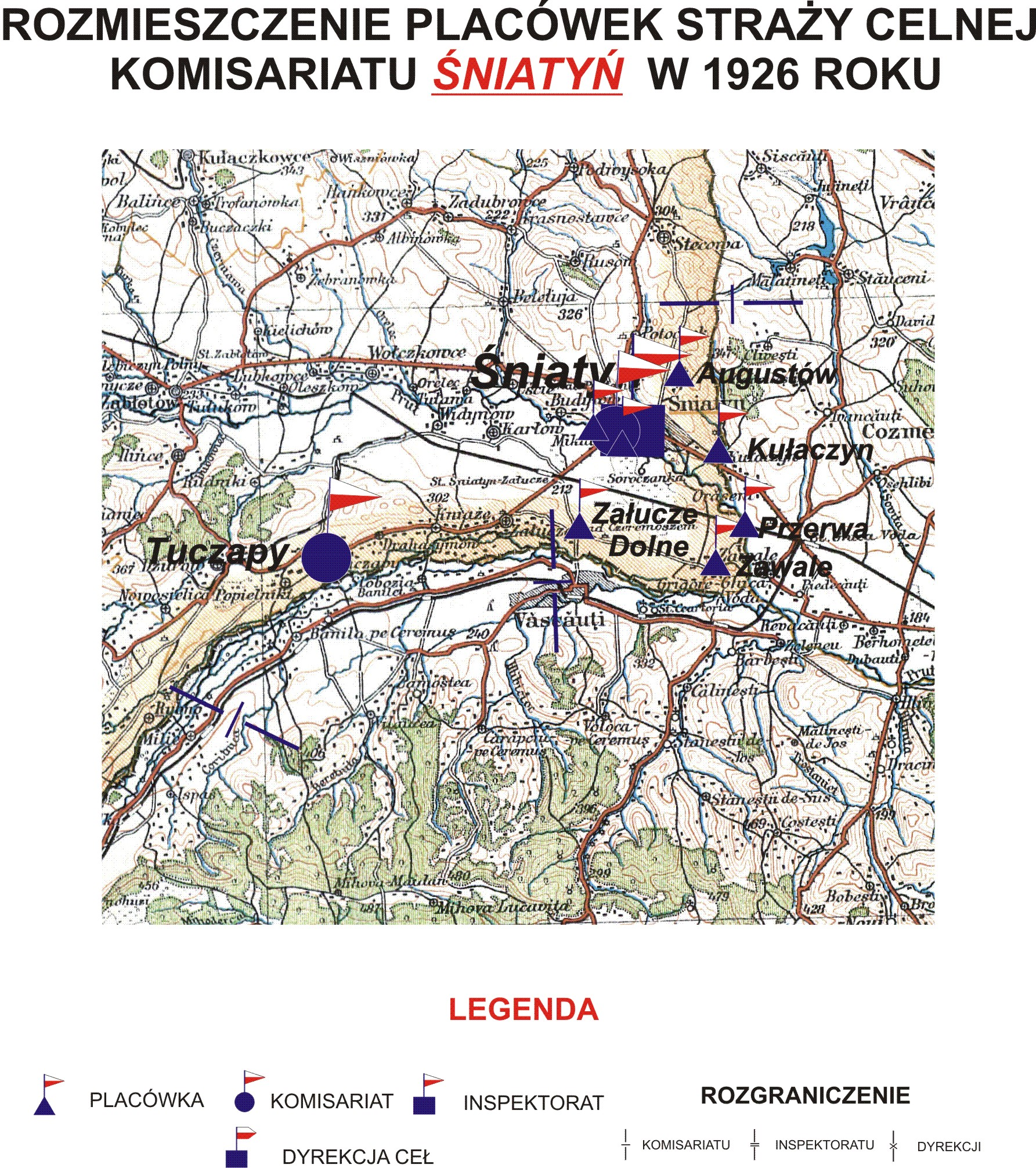
Rozmieszczenie placówek SC komisariatu Śniatyń w 1926

Placówka Straży Celnej „Śniatyn Dworzec” – jednostka organizacyjna Straży Celnej pełniąca w okresie międzywojennym służbę ochronną na granicy polsko-rumuńskiej.

## Formowanie i zmiany organizacyjne
Na wniosek Ministerstwa Skarbu, uchwałą z 10 marca 1920 roku, powołano do życia Straż Celną. Od połowy 1921 roku jednostki Straży Celnej rozpoczęły przejmowanie odcinków granicy od pododdziałów Batalionów Celnych. Proces tworzenia Straży Celnej trwał do końca 1922 roku. Placówka Straży Celnej „Śniatyn Dworzec” weszła w podporządkowanie komisariatu Straży Celnej „Śniatyn” z Inspektoratu SC „Śniatyn”.
W drugiej połowie 1927 roku przystąpiono do gruntownej reorganizacji Straży Celnej. W praktyce skutkowało to rozwiązaniem tej formacji granicznej. Ochronę północnej, zachodniej i południowej granicy państwa przejęła powołana z dniem 2 kwietnia 1928 roku Straż Graniczna.
Rozkazem nr 5 z 16 maja 1928 roku w sprawie organizacji Małopolskiego Inspektoratu Okręgowego dowódca Straży Granicznej gen. bryg. Stefan Pasławski określił strukturę organizacyjną komisariatu SG „Śniatyn”. Placówka Straży Granicznej II linii „Śniatyn” znalazła się w jego strukturze.

## Funkcjonariusze placówki
Kierownicy placówki
| stopień            | imię i nazwisko, numer | okres pełnienia służby | kolejne stanowisko |
| ------------------ | ---------------------- | ---------------------- | ------------------ |
| starszy przodownik | Adolf Wilczek (14)     | był w 1926             |                    |

Obsada personalna placówki w 1926:
- starszy przodownik Adolf Wilczek (14)
- starszy strażnik Wojciech Szóstak (282)
- starszy strażnik Józef Kurasiewicz (290)
- strażnik Stanisław Podkowski (598)
- strażnik Józef Furmaniak (902)
- strażnik Walenty Kluziak (2204)
- strażnik Wincenty Kraszkiewicz (550)
- strażnik Franciszek Michałek (1068)
- strażnik Józef Nowacki (1844)
- strażnik Edmund Silbert (2177)
- strażnik Władysław Bratkowski (2173)